# 塔尔湖镇
塔尔湖镇，是中华人民共和国内蒙古自治区巴彦淖尔市五原县下辖的一个乡镇级行政单位。

## 行政区划
塔尔湖镇下辖以下地区：
幸福社区、东风社区、常丰村、联丰村、春光村、胜丰村、春联村、丰产村、金星村、刀老召村、丰胜村、丰裕村、丰华村、红光村、金丰村、金联村、乃日村、五份桥村、海丰村、蛇林村、继光村和先锋村。